# Mike Rockenfeller

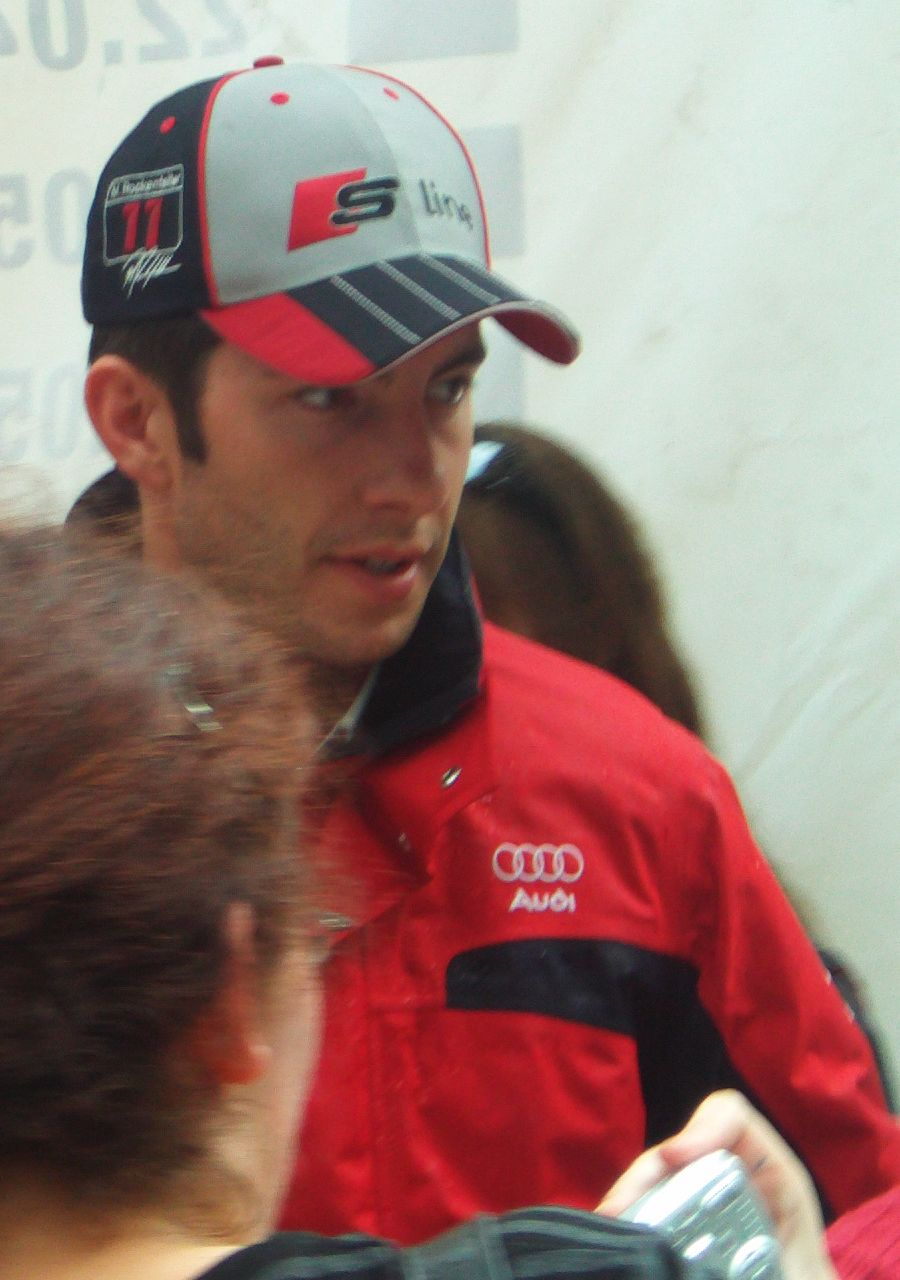
Mike Rockenfeller in 2007 op de Norisring.

Mike Rockenfeller (Neuwied, 31 oktober 1983), bijgenaamd "Rocky", is een Duits autocoureur. Hij is de DTM-kampioen van 2013.

## Carrière
Rockenfeller begon zijn autosportcarrière in het karting op elfjarige leeftijd in 1995. Hij won hier het Bambini North State Championship. In de jaren 90 reed hij in verschillende lokale en nationale kartkampioenschappen. In 2002 won hij de Jörg van Ommen Kart Cup Super Series.
In 2001 maakte Rockenfeller de overstap naar het formuleracing en eindigde als vierde in de Formel König met één overwinning. In 2002 maakte hij de overstap naar het Porsche Junior Team en reed in de Duitse Porsche Carrera Cup, waarin hij als tiende eindigde, en enkele races in de Porsche Supercup als gastcoureur. In 2003 werd hij tweede in de Duitse Carrera Cup achter Frank Stippler en maakte hij zijn debuut in de American Le Mans Series, waar hij als tiende in de GT2-klasse eindigde in de Petit Le Mans. In 2004 won hij de Duitse Carrera Cup en won hij ook twee races in de Porsche Supercup. Dat jaar reed hij ook in de 12 uren van Sebring, de 1000 km van de Nürburgring en Petit Le Mans.
In 2005 werd Rockenfeller een volledige fabriekscoureur voor Porsche en won hiermee de GT2-klasse in de FIA GT met Marc Lieb voor GruppeM Racing. Zij behaalden zes overwinningen in deze klasse. Ook wonnen zij met Leo Hindery deze klasse tijdens de 24 uur van Le Mans voor Alex Job Racing. In 2006 reed Rockenfeller opnieuw in de ALMS, waarin hij één overwinning boekte, en de Grand-Am, waarin hij tweemaal wist te winnen, voor Alex Job. Tevens werd hij voor Penske Racing tweede in de LMP2-klasse van Petit Le Mans.
In 2007 werd Rockenfeller een fabriekscoureur voor Audi en stapte over naar de DTM voor Audi Sport Team Rosberg. Tevens reed hij in de 24 uur van Le Mans. Naast de DTM reed Rockenfeller in 2008 ook voor Audi Sport Team Joest in de Le Mans Series naast Alexandre Prémat. Ondanks dat ze geen races wonnen, werden ze wel kampioen in de LMP1-klasse. Ook nam hij opnieuw deel aan Le Mans, waar hij met Prémat en Lucas Luhr in de derde Audi reed. Nadat zij zich als vijfde kwalificeerden, eindigden ze de race als vierde met zeven ronden achterstand op hun winnende teamgenoten Rinaldo Capello, Tom Kristensen en Allan McNish.
In 2009 bleef Rockenfeller deelnemen aan de DTM bij Team Rosberg. Ook reed hij met Luhr en Marco Werner in Le Mans. In 2010 won Rockenfeller de 24 uur van Daytona met João Barbosa, Terry Borcheller, en Ryan Dalziel. Ook won hij de 24 uur van Le Mans met Timo Bernhard en Romain Dumas.
In de 24 uur van Le Mans 2011 was Rockenfeller betrokken bij een zwaar ongeluk bij het passeren van een langzamere GTE-auto na bijna een kwart van de race. Kort nadat het donker was geworden, maakte hij contact met de auto van Robert Kauffman tussen Mulsanne Corner en Indianapolis, waarna een zware crash volgde. Rockenfeller kon wel uit zijn auto komen en veilig over de vangrail springen, maar hij moest wel een nacht in het ziekenhuis verblijven door een kleine vleeswond op zijn rechterarm.

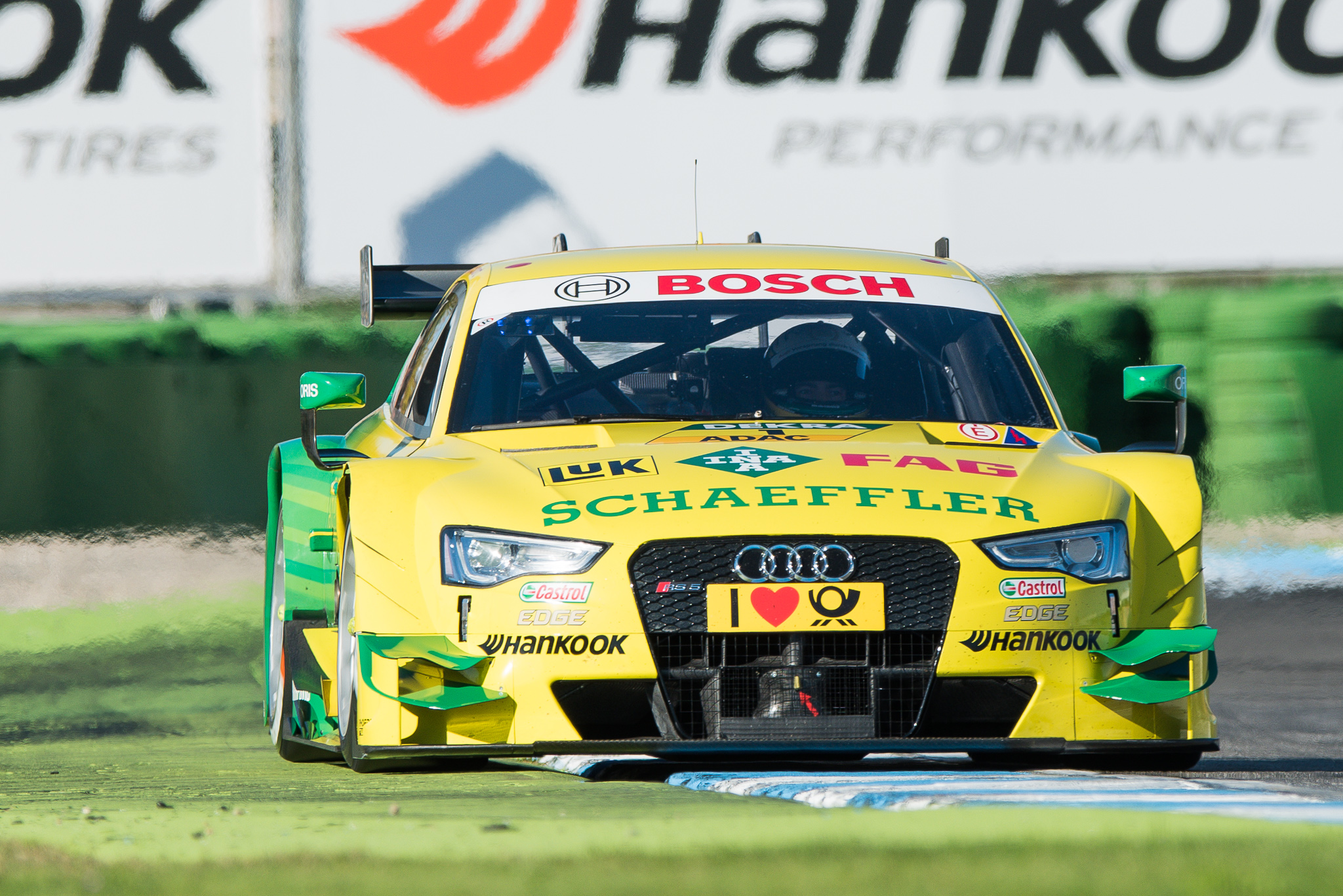
Mike Rockenfeller, DTM 2014 - Hockenheimring

In 2013 werd Rockenfeller voor de eerste keer kampioen in de DTM voor Phoenix Racing. Hij behaalde overwinningen op Brands Hatch en de Moscow Raceway en tweede plaatsen op de Lausitzring, de Motorsport Arena Oschersleben en het Circuit Park Zandvoort om met 26 punten voorsprong op Augusto Farfus het kampioenschap binnen te halen.